# Saša Ilić (Fußballspieler, 1977)
Saša Ilić (* 30. Dezember 1977 in Požarevac, SFR Jugoslawien) ist ein serbischer Fußballspieler auf der Position eines Mittelfeldspielers.

## Karriere

### Im Verein
Saša Ilić begann seine spielerische Laufbahn bei einem Klub im serbischen Borča, bis er 1996 zu Partizan Belgrad wechselte. Dort forcierte er zu einem wichtigen Spieler und wurde 1999 zum ersten Mal Landesmeister. Nach einem Zwischenspiel bei Celta Vigo (2003/04) kehrte er zu Partizan zurück und wurde 2005 erneut Meister.
Ab 2005 spielte er beim türkischen Spitzenclub Galatasaray Istanbul und wurde am Ende der Saison 2005/06 auf Anhieb türkischer Landesmeister. Zu diesem Titelgewinn hatte Ilić mit 12 Toren und guten Leistungen massiv beigetragen.
Saša Ilić trug bei Galatasaray Istanbul das Trikot mit der Nummer 22. Als offensiver Mittelfeldspieler glänzte er unter anderem als hängende Spitze, wodurch er oft Tore schoss. Zur Saison 2007/08 wechselte er zum österreichischen Spitzenklub Red Bull Salzburg, wo er die klassische Rolle eines Spielmachers übernehmen sollte, jedoch war er zum Anfang der Saison ein Auswechselspieler bei den roten Bullen aus Salzburg. Nachdem er im Herbst schon als Flop gehandelt wurde und im Winter mit einem Wechsel zu seinem Stammklub Partizan Belgrad liebäugelte, konnte er kurz vor Winterpause 2007 und in der Rückrunde 2008 die in ihn gesetzten Erwartungen erfüllen und seine Verpflichtung bestätigen. Durch gute Leistungen im Dress der Bullen gab er auch wieder sein Comeback im serbischen Team.
Im Januar 2008 machte er von sich reden, als er zum Trainingsauftakt der Bullen zur Rückrunde zusammen mit Teamkollegen Jorge Vargas nicht erschien. Nachdem Co Adriaanse das Amt von Giovanni Trapattoni übernommen hatte, spielte Saša in den Augen des Trainers keine Rolle mehr und wurde zuerst in die 2. Mannschaft versetzt und danach sogar suspendiert. Am 13. Januar wurde bekannt, dass Saša Ilić bis Saisonende an AE Larisa verliehen wird. Zur Saison 2009/10 kehrte er wieder nach Salzburg zurück um den dortigen neuen Trainer Huub Stevens von seinen Qualitäten zu überzeugen. Dies gelang aber nicht und nach nur einem Spiel bis zur Winterpause wurde er wieder in die 2. Mannschaft versetzt. Kurz darauf einigten sich beide Seiten auf eine Vertragsauflösung.
Am 23. Januar 2010 kehrte Ilić wieder in seine serbische Heimat zurück und spielt dort seitdem beim FK Partizan Belgrad, bei dem er auch seine Karriere als Fußballspieler begonnen hatte. Bei Partizan Belgrad unterschrieb er einen Vertrag mit zweieinhalb Jahren Laufzeit.

### In der Nationalmannschaft
Ilić wurde das erste Mal im Jahr 2000 in der Nationalelf von Serbien-Montenegro eingesetzt. Er nahm 2006 an der WM in Deutschland teil und erzielte gegen die Elfenbeinküste das 2:0 – das letzte Tor für Serbien und Montenegro, jedoch endete das Spiel 2:3. Dies war auch der einzige Einsatz Ilićs bei der WM.

## Privatleben
Im Mai 2006 heiratete Ilić seine Verlobte Tijana.

## Erfolge
- serbischer Meister (mit Partizan Belgrad): 1999, 2002, 2003, 2005, 2010, 2011, 2012, 2013
- serbischer Pokalsieger (mit Partizan Belgrad): 2001
- türkischer Meister (mit Galatasaray Istanbul): 2006